# Berwick Castle
Berwick Castle er ruinen af en middelalderborg i Berwick-upon-Tweed, Northumberland, England.
Borgen blev bestilt af den skotsk kong David 1. i 1120'erne. Den blev overtaget af engelske tropper i forbindelse med freden i Falaise i 1175 men blev solgt tilbage til Skotland under kong Richard 1. for at finansiere det tredje korstog omkring 1190.
Efter opførslen af Berwick bymur under dronning Elizabeth 1. i slutningen af 1500-tallet, hvorefter den begyndte af forfalde.
I 1847 blev storsalen på Berwick Castle revet ned for at gøre plads til Berwick-upon-Tweed jernbanestation på North British Railway.